# Бадема (квартал в Хасково)
„Бадема“ е квартал в Хасково, намиращ се в западната част на града.
В квартала преобладават големите панелни блокове, но също така има семейни къщи и кооперации.
Увеличават се строежите и големите хубави сгради. Все повече хора предпочитат спокойно място за живеене, а кв. Бадема е едно от тях в град Хасково.
В него се намират следните училища:
- Финансово-стопанска гимназия „Атанас Буров“ Архив на оригинала от 2010-08-22 в Wayback Machine.;
- ОУ „Св. св. Кирил и Методий“;
- ПУ интернат „Д-р Петър Берон“.

Кварталът се обслужва от автобусни линии 1 и 12 на масовия градски транспорт.